# Helena Malczewska
Helena Malczewska (ur. 28 lutego 1869 w Sobakowie, zm. 16 lutego 1936) – polska działaczka, prezes wielu stowarzyszeń charytatywnych.
Pod koniec XIX wieku Helena Malczewska z nieznanego powodu przeprowadziła się do Zawiercia, gdzie w 1898 roku założyła pierwszą w miejscowości 4-klasową szkołę średnią. Organizowała pomoc i wsparcie dla biedniejszych uczennic, pomagającym im w ukończeniu szkoły. 
Działała w Zarządzie Rady Miejskiej Opiekuńczej, która w okresie wojny ratowała wielu ludzi. Była przewodniczącą Oddziału Polskiego Czerwonego Krzyża, założonego 3 marca 1920 r. Od 1923 r. była członkiem Koła Przyjaciół Harcerzy, a dzięki jej pomocy doszło do założenia w 1916 roku w konspiracji organizacji harcerskiej.
Do dzisiaj w Zawierciu istnieje II Licem Ogólnokształcące im. Heleny Malczewskiej